# Ladytschyn
Ladytschyn (ukrainisch Ладичин; russisch Ладычин/Ladytschin, polnisch Ładyczyn) ist ein Dorf im Rajon Ternopil der Oblast Ternopil im Westen der Ukraine etwa 12 Kilometer nordwestlich der ehemaligen Rajonshauptstadt Terebowlja und 19 Kilometer südlich der Oblasthauptstadt Ternopil am Fluss Nischla (Нішла) gelegen.

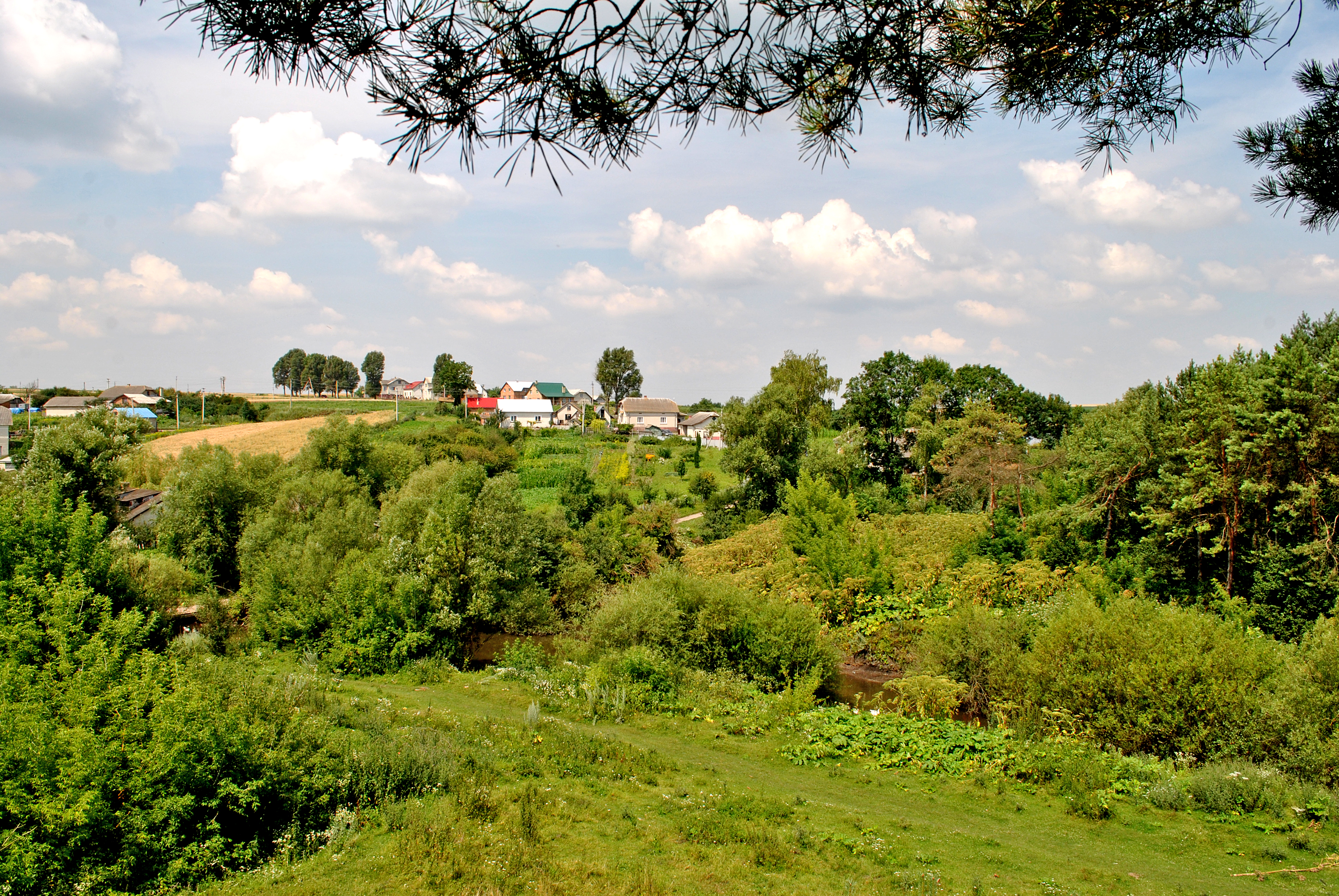
Landschaft beim Ort

## Geschichte
Der Ort wurde 1564 zum ersten Mal schriftlich erwähnt und lag zunächst in der Woiwodschaft Ruthenien als Teil der Adelsrepublik Polen. Von 1772 bis 1918 gehörte er, mit Unterbrechung zwischen 1810 und 1815, als er als Teil des Tarnopoler Kreises an Russland abgetreten werden musste, unter seinem polnischen Namen Ładyczyn zum österreichischen Galizien.
Nach dem Ende des Ersten Weltkrieges kam der Ort zu Polen (in die Woiwodschaft Tarnopol, Powiat Tarnopol, Gmina Mikulińce), wurde im Zweiten Weltkrieg ab September 1939 von der Sowjetunion und ab Sommer 1941 bis 1944 von Deutschland besetzt. Hier wurde der Ort in den Distrikt Galizien eingegliedert.
Nach dem Ende des Krieges wurde der Ort der Sowjetunion zugeschlagen, dort kam das Dorf zur Ukrainischen SSR und ist seit 1991 ein Teil der heutigen Ukraine.

## Verwaltungsgliederung
Am 12. August 2015 wurde das Dorf ein Teil der Siedlungsgemeinde Mykulynzi im Rajon Terebowlja, bis dahin bildete es die Landsratsgemeinde Ladytschyn (Ладичинська сільська рада/Ladytschynska silska rada) im Norden des Rajons Terebowlja.
Am 17. Juli 2020 wurde der Ort Teil des Rajons Ternopil.